# Galasso Correggio
Galasso Correggio va ser fill de Giberto IV Correggio i Orsolina Pio. Va ser senyor sobirà de la meitat de Correggio, Campagnola i Fabbrico juntament amb els seus germans Pietro Correggio, Giberto V Correggio i Gherardo VI Correggio el 1389; va obtenir la totalitat de la senyoria el 1391.
El 1402 es va apoderar dels castells de Rossena, Scalocchio, Bazzano, Montelungo i Cerca di Guardasone, i el 1412 de Medesano del que va ser investit pel duc de Milà el 1425 juntament amb el feu de Cavriago; el 1441 va adquirir el feu de Castelnuovo di Sotto del Duc de Milà.
Va ser patrici de Parma i Patrici de Venècia.
En el seu testament va renunciar per si i per la seva descendència a la seva quota indivisa a la senyoria de Correggio i només va conservar per si mateix i per la descendència els feus que havia obtingut de Milà. Va morir el 1441. Estava casat amb Costanza Rangoni, filla de Jacopino Rangoni, senyor de Castelvetro i Spilamberto i Patrici de Modena. El seu bastard Marco va ser el tronc de la casa de senyors de Medesano que va seguir amb el seu fill Pietro, i el fill d'aquest Carlo, i el fill d'aquest Bertrando, que el va vendre al cardenal Correggio (Gerolamo I Correggio) el 1559 i va tornar a la branca principal.